# 鈴木照雄 (哲学者)
鈴木 照雄（すずき てるお、1919年 - 2008年5月9日）は、日本の哲学研究者、大阪市立大学名誉教授。ギリシア哲学専攻。プラトン「饗宴」の訳者である。

## 来歴
静岡県生まれ。1942年、京都帝国大学卒業、大学院修了。関西大学教授。大阪市立大学教授。1981年、定年退官、名誉教授、神戸学院大学教授。1988年、『ギリシア思想論攷』で大阪市立大学より文学博士の学位を取得。1991年、神戸学院大特任教授。

## 著書
- 『ギリシア思想論攷』二玄社、1982年
- 『パルメニデス哲学研究 「ある」、その主語、「あるもの(こと)」をめぐって』東海大学出版会、1999年

## 翻訳
- 「饗宴」- 筑摩書房『世界文学大系 3 プラトン』、1959年。他に同「世界古典文学全集」、中央公論社「世界の名著」、岩波書店「プラトン全集」
- 「イオン」- 新潮社『プラトン名著集』田中美知太郎編、1963年
- プルタルコス「テミストクレス」- 筑摩書房『世界文学大系 63 ギリシア思想家集』、1965年、他は森進一・加来彰俊訳
- マルクス・アウレリウス『自省録』- 中央公論社「世界の名著」、1968年。講談社学術文庫、2006年。後者は改訳
  - 旧版『自省録(抄)』- 筑摩書房「世界人生論全集（2）古代・中世篇」、1963年、上記「ギリシア思想家集」ほか